# Liste der Kantone im Département Alpes-de-Haute-Provence
Das Département Alpes-de-Haute-Provence liegt in der Region Provence-Alpes-Côte d’Azur in Frankreich. Es untergliedert sich in vier Arrondissements mit 15 Kantonen (französisch cantons).

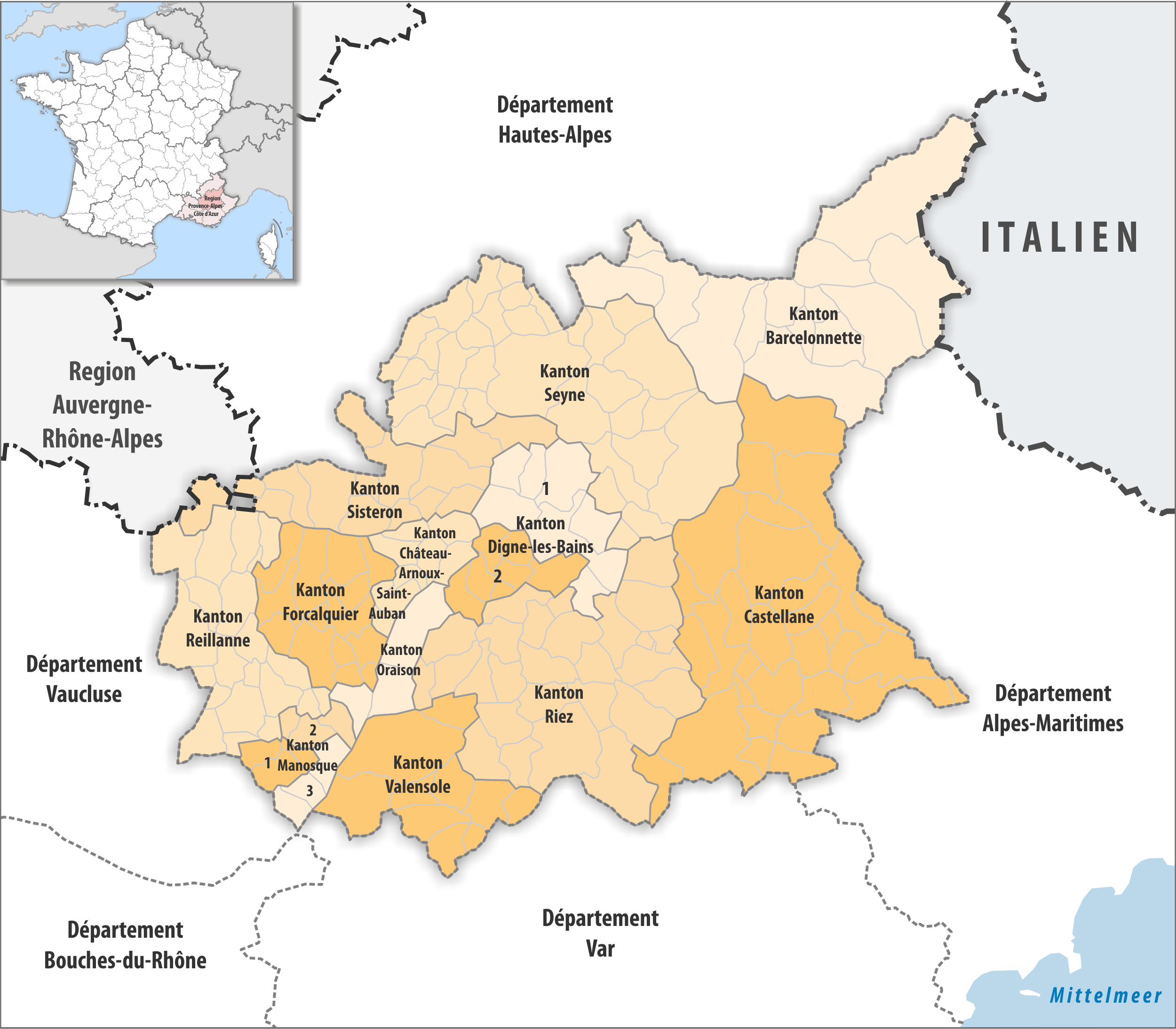
Gemeinden und Kantone im Département Alpes-de-Haute-Provence

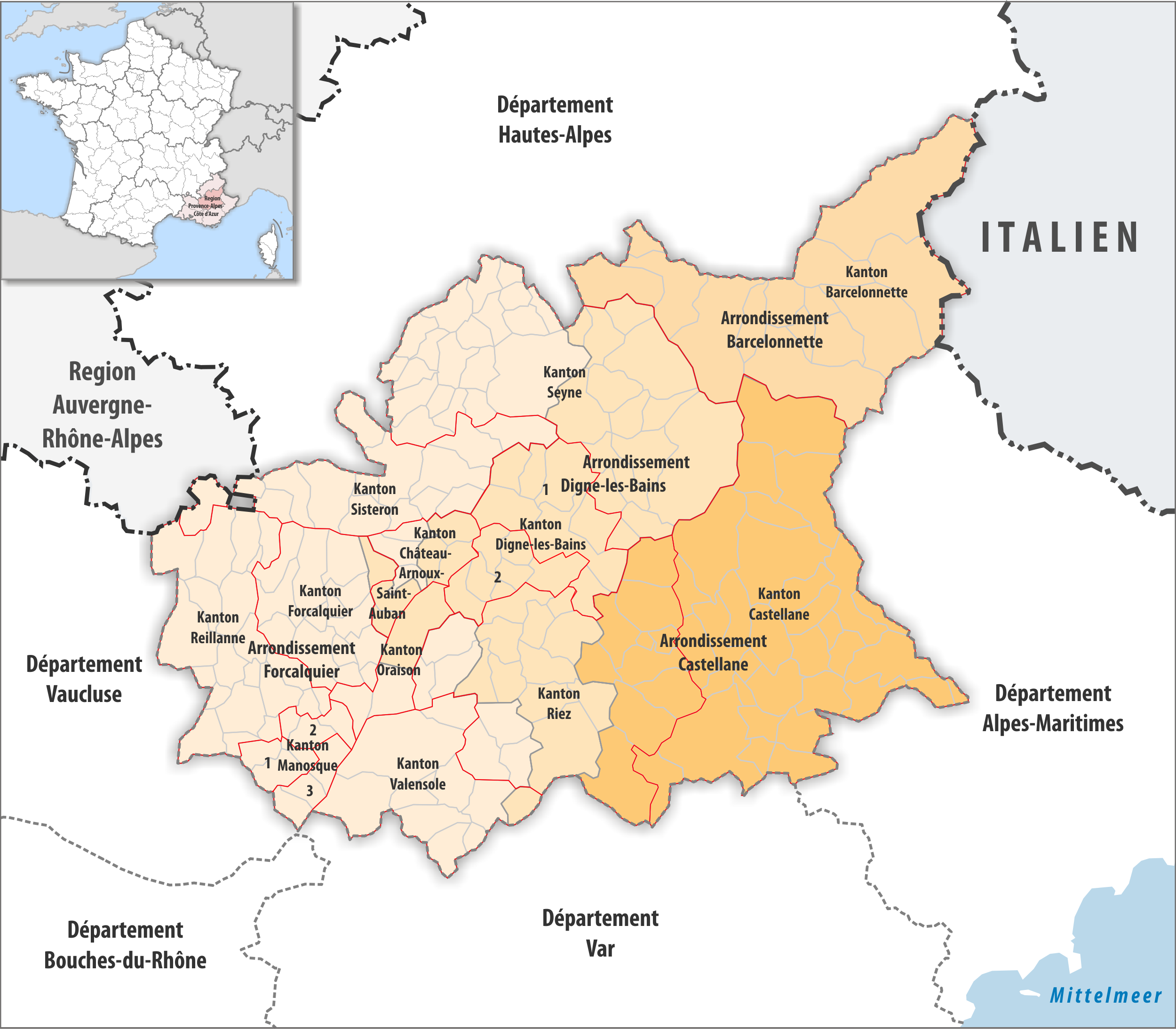
Gemeinden, Arrondissemente und Kantone im Département Alpes-de-Haute-Provence

| Kanton                              | Gemeinden | Einwohner 1. Januar 2022 | Fläche km² | Dichte Einw./km² | Code INSEE | Arrondissement(e)                        |
| ----------------------------------- | --------- | ------------------------ | ---------- | ---------------- | ---------- | ---------------------------------------- |
| Barcelonnette                       | 14        | 7.715                    | 1.027,73   | 8                | 0401       | Barcelonnette                            |
| Castellane                          | 32        | 9.819                    | 1.320,43   | 7                | 0402       | Castellane                               |
| Château-Arnoux-Saint-Auban          | 8         | 12.506                   | 144,96     | 86               | 0403       | Digne-les-Bains, Forcalquier             |
| Digne-les-Bains-1                   | 6 1⁄2     | 12.632                   | 269,89     | 47               | 0404       | Digne-les-Bains                          |
| Digne-les-Bains-2                   | 6 1⁄2     | 12.595                   | 144,96     | 87               | 0405       | Digne-les-Bains                          |
| Forcalquier                         | 15        | 11.435                   | 336,36     | 34               | 0406       | Digne-les-Bains, Forcalquier             |
| Manosque-1                          | 2 1⁄3     | 12.430                   | 56,08      | 222              | 0407       | Forcalquier                              |
| Manosque-2                          | 2 1⁄3     | 10.322                   | 52,29      | 197              | 0408       | Forcalquier                              |
| Manosque-3                          | 2 1⁄3     | 12.383                   | 59,94      | 207              | 0409       | Forcalquier                              |
| Oraison                             | 3         | 14.420                   | 129,37     | 111              | 0410       | Digne-les-Bains, Forcalquier             |
| Reillanne                           | 21        | 11.131                   | 502,64     | 22               | 0411       | Forcalquier                              |
| Riez                                | 26        | 8.995                    | 952,03     | 9                | 0412       | Castellane, Digne-les-Bains, Forcalquier |
| Seyne                               | 34        | 8.442                    | 1.078,10   | 8                | 0413       | Digne-les-Bains, Forcalquier             |
| Sisteron                            | 15        | 13.272                   | 451,58     | 29               | 0414       | Forcalquier                              |
| Valensole                           | 10        | 9.082                    | 398,86     | 23               | 0415       | Digne-les-Bains, Forcalquier             |
| Département Alpes-de-Haute-Provence | 198       | 167.179                  | 6.925,22   | 24               | 04         | –                                        |

## Liste ehemaliger Kantone
Bis zum Neuzuschnitt der französischen Kantone im März 2015 war das Département Alpes-de-Haute-Provence wie folgt in 30 Kantone unterteilt:
| Arrondissement  | Kantone |
| --------------- | --- |
| Barcelonnette   | Barcelonnette, Le Lauzet-Ubaye |
| Castellane      | Allos-Colmars, Annot, Castellane, Entrevaux, Saint-André-les-Alpes |
| Digne-les-Bains | Barrême, Digne-les-Bains-Est, Digne-les-Bains-Ouest, La Javie, Les Mées, Mézel, Moustiers-Sainte-Marie, Riez, Seyne, Valensole                                                           |
| Forcalquier     | Banon, Forcalquier, Manosque-Nord, Manosque-Sud-Est, Manosque-Sud-Ouest, La Motte-du-Caire, Noyers-sur-Jabron, Peyruis, Reillanne, Saint-Étienne-les-Orgues, Sisteron, Turriers, Volonne |